# Liste des genres de rongeurs
- Haut – A
- B
- C
- D
- E
- F
- G
- H
- I
- J
- K
- L
- M
- N
- O
- P
- Q
- R
- S
- T
- U
- V
- W
- X
- Y
- Z

## A
- Abditomys
- Abeomelomys
- Abrawayaomys
- Abrocoma
- Abrothrix
- Acomys
- Aconaemys
- Aepeomys
- Aeretes
- Aeromys
- Aethomys
- Agouti
- Akodon
- Allactaga
- Allactodipus
- Allocricetulus
- Alticola
- Amblyrhiza
- Ammodillus
- Ammospermophilus
- Amphinectomys
- Andalgalomys
- Andinomys
- Anisomys
- Anomalurus
- Anonymomys
- Anotomys
- Aplodontia
- Apodemus
- Apomys
- Arborimus
- Archboldomys
- Arvicanthis
- Arvicola
- Atherurus
- Atlantoxerus
- Auliscomys

## B
- Baiomys
- Bandicota
- Bathyergus
- Batomys
- Beamys
- Belomys
- Berylmys
- Bibimys
- Biswamoyopterus
- Blanfordimys
- Blarinomys
- Bolomys
- Boromys
- Brachiones
- Brachytarsomys
- Brachyuromys
- Brotomys
- Bullimus
- Bunomys

## C
- Callosciurus
- Calomys
- Calomyscus
- Canariomys
- Cannomys
- Cansumys
- Capromys
- Cardiocranius
- Carpomys
- Carterodon
- Castor
- Cavia
- Celaenomys
- Chaetodipus
- Chaetomys
- Chelemys
- Chibchanomys
- Chilomys
- Chinchilla
- Chinchillula
- Chionomys
- Chiromyscus
- Chiropodomys
- Chiruromys
- Chroeomys
- Chrotomys
- Clethrionomys
- Clidomys
- Clyomys
- Coccymys
- Coendou
- Colomys
- Conilurus
- Coryphomys
- Crateromys
- Cremnomys
- Cricetomys
- Cricetulus
- Cricetus
- Crossomys
- Crunomys
- Cryptomys
- Ctenodactylus
- Ctenomys
- Cynomys

## D
- Dacnomys
- Dactylomys
- Dasymys
- Dasyprocta
- Delanymys
- Delomys
- Dendromus
- Dendroprionomys
- Deomys
- Dephomys
- Desmodilliscus
- Desmodillus
- Desmomys
- Dicrostonyx
- Dinaromys
- Dinomys
- Diomys
- Diplomys
- Diplothrix
- Dipodomys
- Dipus
- Dolichotis
- Dremomys
- Dryomys

## E
- Echimys
- Echinoprocta
- Echiothrix
- Elasmodontomys
- Eligmodontia
- Eliomys
- Eliurus
- Ellobius
- Eolagurus
- Eothenomys
- Eozapus
- Epixerus
- Eremodipus
- Erethizon
- Eropeplus
- Euchoreutes
- Euneomys
- Eupetaurus
- Euryzygomatomys
- Exilisciurus

## F
- Felovia
- Funambulus
- Funisciurus

## G
- Galea
- Galenomys
- Geocapromys
- Geomys
- Georychus
- Geoxus
- Gerbillurus
- Gerbillus
- Glaucomys
- Glirulus
- Glyphotes
- Golunda
- Grammomys
- Graomys
- Graphiurus
- Gymnuromys

## H
- Habromys
- Hadromys
- Haeromys
- Hapalomys
- Heimyscus
- Heliophobius
- Heliosciurus
- Heterocephalus
- Heteromys
- Heteropsomys
- Hexolobodon
- Hodomys
- Holochilus
- Hoplomys
- Hybomys
- Hydrochaeris
- Hydromys
- Hylomyscus
- Hylopetes
- Hyomys
- Hyosciurus
- Hyperacrius
- Hypogeomys
- Hystrix

## I
- Ichthyomys
- Idiurus
- Iomys
- Irenomys
- Isolobodon
- Isothrix
- Isthmomys

## J
- Jaculus
- Juscelinomys

## K
- Kadarsanomys
- Kannabateomys
- Kerodon
- Komodomys
- Kunsia

## L
- Lagidium
- Lagostomus
- Lagurus
- Lamottemys
- Laonastes
- Lariscus
- Lasiopodomys
- Leggadina
- Leimacomys
- Leithiinae
- Lemmiscus
- Lemmus
- Lemniscomys
- Lenomys
- Lenothrix
- Lenoxus
- Leopoldamys
- Leporillus
- Leptomys
- Limnomys
- Liomys
- Lonchothrix
- Lophiomys
- Lophuromys
- Lorentzimys

## M
- Macrotarsomys
- Macruromys
- Makalata
- Malacomys
- Malacothrix
- Mallomys
- Margaretamys
- Marmota
- Massoutiera
- Mastomys
- Maxomys
- Mayermys
- Megadendromus
- Megadontomys
- Megalomys
- Melanomys
- Melasmothrix
- Melomys
- Menetes
- Meriones
- Mesembriomys
- Mesocapromys
- Mesocricetus
- Mesomys
- Microcavia
- Microdillus
- Microdipodops
- Microhydromys
- Micromys
- Microryzomys
- Microsciurus
- Microtus
- Millardia
- Muriculus
- Mus
- Muscardinus
- Mylomys
- Myocastor
- Myomimus
- Myomys
- Myoprocta
- Myopus
- Myosciurus
- Myospalax
- Myoxinae
- Myoxus
- Mysateles
- Mystromys

## N
- Nannosciurus
- Nannospalax
- Napaeozapus
- Neacomys
- Nectomys
- Nelsonia
- Neofiber
- Neohydromys
- Neotoma
- Neotomodon
- Neotomys
- Nesokia
- Nesomys
- Nesoryzomys
- Neusticomys
- Niviventer
- Notiomys
- Notomys
- Nyctomys

## O
- Ochrotomys
- Octodon
- Octodontomys
- Octomys
- Oecomys
- Oenomys
- Olallamys
- Oligoryzomys
- Ondatra
- Onychomys
- Orthogeomys
- Oryzomys
- Osgoodomys
- Otomys
- Otonyctomys
- Ototylomys
- Oxymycterus

## P
- Pachyuromys
- Palawanomys
- Papagomys
- Pappogeomys
- Paradipus
- Parahydromys
- Paraleptomys
- Paraxerus
- Parotomys
- Paruromys
- Paulamys
- Pectinator
- Pedetes
- Pelomys
- Perognathus
- Peromyscus
- Petaurillus
- Petaurista
- Petinomys
- Petromus
- Petromyscus
- Phaenomys
- Phaulomys
- Phenacomys
- Phloeomys
- Phodopus
- Phyllotis
- Pithecheir
- Plagiodontia
- Platacanthomys
- Podomys
- Podoxymys
- Pogonomelomys
- Pogonomys
- Praomys
- Prionomys
- Proechimys
- Proedromys
- Prometheomys
- Prosciurillus
- Protoxerus
- Psammomys
- Pseudohydromys
- Pseudomys
- Pseudoryzomys
- Pteromys
- Pteromyscus
- Puertoricomys
- Punomys
- Pygeretmus

## Q
- Quemisia

## R
- Rattus
- Ratufa
- Reithrodon
- Reithrodontomys
- Rhabdomys
- Rhagomys
- Rheithrosciurus
- Rheomys
- Rhinosciurus
- Rhipidomys
- Rhizomys
- Rhizoplagiodontia
- Rhombomys
- Rhynchomys
- Rubrisciurus

## S
- Saccostomus
- Salpingotus
- Scapteromys
- Sciurillus
- Sciurotamias
- Sciurus
- Scolomys
- Scotinomys
- Sekeetamys
- Selevinia
- Sicista
- Sigmodon
- Sigmodontomys
- Solomys
- Spalacopus
- Spalax
- Spelaeomys
- Spermophilopsis
- Spermophilus
- Sphiggurus
- Srilankamys
- Steatomys
- Stenocephalemys
- Stenomys
- Stochomys
- Stylodipus
- Sundamys
- Sundasciurus
- Synaptomys
- Syntheosciurus

## T
- Tachyoryctes
- Taeromys
- Tamias
- Tamiasciurus
- Tamiops
- Tarsomys
- Tateomys
- Tatera
- Taterillus
- Thallomys
- Thalpomys
- Thamnomys
- Thomasomys
- Thomomys
- Thrichomys
- Thryonomys
- Tokudaia
- Trichys
- Trogopterus
- Tryphomys
- Tscherskia
- Tylomys
- Tympanoctomys
- Typhlomys

## U
- Uranomys
- Uromys

## V
- Vandeleuria
- Vernaya
- Volemys

## W
- Wiedomys
- Wilfredomys

## X
- Xenomys
- Xenuromys
- Xeromys
- Xerus

## Z
- Zapus
- Zelotomys
- Zenkerella
- Zygodontomys
- Zygogeomys
- Zyzomys